# 송파구 병 (1996년 선거구)
송파구 병은 대한민국의 옛 국회의원 선거구이다. 당시 서울특별시 송파구의 일부 지역을 관할했다.

## 역사
제15대 국회의원 선거를 앞두고 송파구의 인구가 상한선을 초과하면서 송파구 을 선거구의 일부 지역이 분구되면서 신설되었다.
제16대 국회의원 선거를 앞두고 송파구 병 선거구가 송파구 을로 합쳐지면서 폐지되었다.

## 역대 국회의원
| 선거   | 정당 | 정당           | 의원   |
| ------ | ---- | -------------- | ------ |
| 1996년 |      | 새정치국민회의 | 김병태 |

## 역대 선거 결과

### 대한민국 제15대 국회의원 선거
|  | 37.70% |

|  | 31.95% |

|  | 18.56% |

|  | 11.78% |